# Eupithecia dsharkendi
Eupithecia dsharkendi là một loài bướm đêm trong họ Geometridae.